# La industria del poder
La industria del poder es el álbum debut de la banda argentina de heavy metal Logos, publicado en 1993 por DBN. 
Se encuadra estilísticamente dentro del heavy metal tradicional, con un sonido cercano al de la última etapa de V8 (banda a la que pertenecieron Zamarbide, Roldán y Cenci previamente) aunque con una producción mucho más elaborada, sobre todo en la parte vocal. En cuanto a las letras, éstas alternan la temática de protesta social en «Marginado» y en «La industria del poder»; y las creencias evangélicas de sus integrantes en «Como relámpago en la oscuridad», «No te rindas» y «Ven a la eternidad».
Fue elegido "Disco del Año" en la encuesta anual de lectores de la revista Madhouse correspondiente a 1993, así como también su portada y la canción «Marginado».

## Lista de canciones
Todas las canciones arregladas por Alberto Zamarbide, Miguel Roldán, José Amurín y Adrián Cenci.
| N.º | Título                                           | Duración |  |
| 1.  | «Marginado»                                      | 3:54     |  |
| 2.  | «Como relámpago en la oscuridad»                 | 4:42     |  |
| 3.  | «La última batalla»                              | 8:20     |  |
| 4.  | «Memorias del continente nuestro (Instrumental)» | 2:15     |  |
| 5.  | «No te rindas»                                   | 3:46     |  |
| 6.  | «Ven a la eternidad»                             | 4:30     |  |
| 7.  | «En la ciudad violenta»                          | 5:00     |  |
| 8.  | «La industria del poder»                         | 6:48     |  |

## Créditos

### Logos
- Alberto Zamarbide - Voz
- Miguel Roldán - Guitarra
- José Amurín - Bajo
- Adrián Cenci - Batería

### Músicos adicionales
- Marcelo Mollo - Teclado